# Val Victa
Mario Valentino „Val“ Miranda Victa (* 25. Juli 1962 in Manila) ist ein philippinischer Schauspieler.

## Leben
Victa wurde am 25. Juli 1962 als viertes Kind des Schauspielers Augusto Victa (1949–2019) und der Connie M. Miranda in Manila geboren. Er bezeichnet seinen Vater als seinen Mentor und seinen größten schauspielerischen Einfluss und er begann ab seinem siebten Lebensjahr an verschiedenen Wettbewerben teilzunehmen. Über Besetzungen in Seifenopern fand er schließlich den Weg zum professionellen Schauspiel. Seit dem 16. Dezember 1990 ist er mit Amy J. Victa verheiratet. Die beiden sind Eltern zweier Kinder.
Nachdem Victa überwiegend in nationalen Produktionen mitwirkte, folgte 1988 eine Besetzung in der US-amerikanischen HBO-Fernsehserie Ein gefährliches Leben. Für seine Leistungen im 1995 erschienenen Film Huwag mong isuko ang laban wurde er auf dem Metro Manila Film Festival als bester Nebendarsteller nominiert. 1999 hatte er eine Nebenrolle im Film Brokedown Palace – Die Hoffnung stirbt zuletzt inne. Im Mai 2014 wanderte er in die Vereinigten Staaten aus und wurde in Los Angeles wohnhaft. 2018 spielte er im Abenteuerfernsehfilm Tomb Invader die Rolle des dubiosen Geschäftsmannes Jian. Es folgten Besetzungen in den US-amerikanischen Filmproduktionen Fight Night – Überleben ist alles, A Clear Shot, Unchained, Cafe in the Void und Journey to Hell.

## Filmografie (Auswahl)
- 1985: Sa totoo lang!
- 1987: Rosa mistica
- 1987: Bunsong kerubin
- 1988: The Firebase (The Siege of Firebase Gloria)
- 1988: Ein gefährliches Leben (A Dangerous Life, Miniserie)
- 1989: Driving Force
- 1989: Kung kasalanan man
- 1989: Isang araw walang Diyos
- 1995: Victim No. 1: Delia Maga (Jesus, Pray for Us!)
- 1995: Huwag mong isuko ang laban
- 1996: Mano mano
- 1997: Love in Ambush (Fernsehfilm)
- 1997: Im Dschungel gefangen (Dead Men Can't Dance)
- 1998: Kiss the Sky
- 1999: Brokedown Palace – Die Hoffnung stirbt zuletzt (Brokedown Palace)
- 2001: Going Back
- 2003: Mano po 2: My home
- 2009: A Journey Home
- 2013: 10000 Hours
- 2014: Magpakailanman (Fernsehserie, Episode 1x84)
- 2016: Terms and Conditions (Fernsehserie)
- 2017: Zoe (Kurzfilm)
- 2017: Evil Things (Miniserie, Episode 1x09)
- 2018: Tomb Invader (Fernsehfilm)
- 2018: Legacy (Kurzfilm)
- 2018: First Impressions (Kurzfilm)
- 2019: Fight Night – Überleben ist alles (Kiss Kiss)
- 2019: Take Care (Kurzfilm)
- 2019: A Clear Shot
- 2020: Illipino (Kurzfilm)
- 2020: Tammy (Kurzfilm)
- 2020: Dropouts (Fernsehserie, 4 Episoden)
- 2021: Did You Say No (Kurzfilm)
- 2021: Unchained
- 2021: Cafe in the Void
- 2022: Journey to Hell